# Famille et Cie
Famille et Cie (titre original : The Clan Corporate) est un roman de science-fiction de l'écrivain britannique Charles Stross.  Paru en 2006, il est le troisième roman de la série Les Princes-marchands et a été publié en France en 2007.